# Hetaerina simplex
Hetaerina simplex är en trollsländeart som beskrevs av Selys 1853. Hetaerina simplex ingår i släktet Hetaerina och familjen jungfrusländor. Inga underarter finns listade i Catalogue of Life.